# Peakesia straminea
Peakesia straminea är en insektsart som beskrevs av Sjöstedt 1920. Peakesia straminea ingår i släktet Peakesia och familjen gräshoppor. Inga underarter finns listade i Catalogue of Life.